# 文登省
文登省 （波蘭語：Województwo wendeńskie）是一个1598年成立，在1620年代瑞典战争征服利沃尼亚时撤销的波兰立陶宛联邦利沃尼亚公国行政区划和地方政府。波属利沃尼亚的剩余部分被命名为因弗兰提省后，直到1772年第一次瓜分波兰时撤销。

## 行政部门所在地
省总督所在地：
- 文登（切斯）

## 文登省总督
- 羽尔根·冯·法伦斯巴赫（1598年-1602年）
- 条多尔·登荷夫（1620年-1622年）
- 约阿希姆·塔尔诺夫斯基（1627年-1641年）
- 托马什·萨佩哈（1641年-1643年）
- 格拉德·登荷夫（1643年-1648年）
- 米科瓦耶·科尔夫（？-1659年）